# ديفيد سيث دوجت
ديفيد سيث دوجت (بالإنجليزية: David Seth Doggett)‏ هو قسيس أمريكي، ولد في 26 يناير 1810، وتوفي في 29 أكتوبر 1880.